# Floorball Deutschland Pokal 2025/26 (Frauen)
Der Floorball Deutschland Pokal 2025/26 ist ein Frauen-Floorballpokalwettbewerb. Das final4 wird am 28. und 28. März 2026 und damit wieder nach 2023 vor Abschluss der Bundesligen ausgetragen werden. Ein Ausrichter steht noch aus.
Diese Saison nehmen 17 Mannschaften teil. Als Titelverteidiger geht der MFBC Leipzig in den Wettbewerb.

## Teilnehmende Mannschaften
| Bundesliga                                                                            | Regionalliga / nur Pokal |
| Gruppe Nord                                                                           | |
| Dümptener Füchse ETV Lady Piranhhas Hamburg FloorballBB United Red Devils Wernigerode | Blau-Weiß 96 Schenefeld (II) Förde Deerns (II) SG Sedelsberg/ETV Hamburg (II) TV Eiche Horn Bremen (II) Berlin Rockets (II) |
| Gruppe Süd                                                                            | |
| MFBC Leipzig UHC Sparkasse Weißenfels SSF Dragons Bonn Floor Fighters Chemnitz        | FBC München (W-IFL 1) BSV Roxel (nP) SG Frankfurt/Mainz (nP) MFBC Leipzig II (nP)                                           |
| Fett markierte Mannschaften nahmen am Final4 teil                                     | |

## Modus
Bis zum Achtelfinale wird es eine regionale Unterteilung in eine Nord- und Südstaffel geben. Dadurch, dass erstmals mehr als 16 Teams teilnehmen, wird es in der Nordstaffel eine Vorrunde geben.

## Vorrunde
| November 2025 00:00 Uhr |  | SG Sedelsberg/ETV Hamburg (II) | : (:, :, :) | Förde Deerns (II) |  |

## Achtelfinale

### Gruppe Nord
| Januar 2026 00:00 Uhr |  | FloorballBB United (I) | : (:, :, :) | ETV Lady Piranhhas Hamburg (I) |  |

| Januar 2026 00:00 Uhr |  | TV Eiche Horn Bremen (II) | : (:, :, :) | Red Devils Wernigerode (I) |  |

| Januar 2026 00:00 Uhr |  | Blau-Weiß 96 Schenefeld (II) | : (:, :, :) | Berlin Rockets (II) |  |

| Januar 2026 00:00 Uhr |  | Sieger aus dem Vorrundenspiel | : (:, :, :) | Dümptener Füchse (I) |  |

### Gruppe Süd
| Januar 2026 00:00 Uhr |  | FBC München (W-IFL) | : (:, :, :) | SSF Dragons Bonn (I) |  |

| Januar 2026 00:00 Uhr |  | BSV Roxel (nP) | : (:, :, :) | MFBC Leipzig (I) |  |

| Januar 2026 00:00 Uhr |  | MFBC Leipzig II (nP) | : (:, :, :) | SG Frankfurt/Mainz (nP) |  |

| Januar 2026 00:00 Uhr |  | Floor Fighters Chemnitz (I) | : (:, :, :) | UHC Sparkasse Weißenfels (I) |  |